# Giovanni Volpato

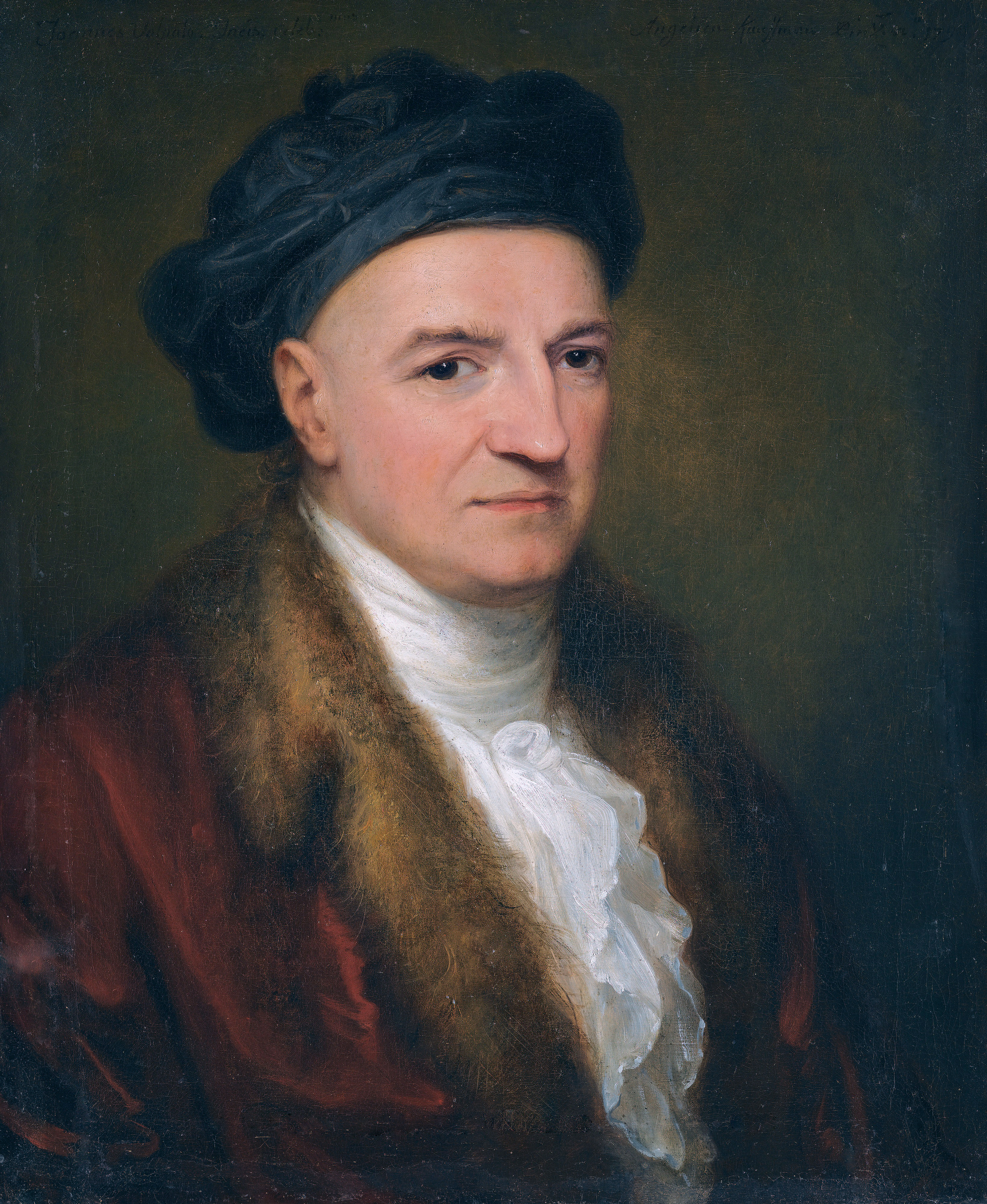
Retrato de Giovanni Volpato hacia 1795, por Angelica Kauffmann.

Giovanni Volpato (Bassano del Grappa 1735-Roma, 21 de agosto de 1803) fue un grabador italiano, que practicó la arqueología y el coleccionismo de antigüedades y porcelanas.

## Biografía
Nacido en la antigua República de Venecia, hijo de una bordadora, se formó con maestros como Giovanni Antonio Remondini, Joseph Wagner y Francesco Bartolozzi, en cuyos talleres grabó estampas copiando obras de Piazzetta, Domenico Magiotto, Jacopo Amiconi, Francesco Zuccarelli, o Marco Ricci, entre otros.
Estuvo al servicio del duque Ferdinando de Parma (ca. 1769), con obras a destacar como el diseño del monumento de Francesco Algarotti en Pisa. Por consejo del embajador Girolamo Zulian, hacia 1771 viajó a Roma, donde abrió una escuela de grabado, entre cuyos alumnos estaría Raffaello Morghen, que luego sería su yerno. Algunos de sus grabados fueron coloreados a mano por Francesco Panini. También hizo en ese periodo planchas reproduciendo frescos de Annibale Carracci en el Palacio Farnese, además de paisajes y vedutas de Roma en colaboración con Pietro Ducros.
En asociación con el anticuario Thomas Jenkins realizó diversas excavaciones arqueológicas a partir de 1779, en Ostia, Porta San Sebastiano (1779) y Quadraro (1780), cuyos hallazgos vendían luego a coleccionistas como el rey Gustavo III de Suecia, el coleccionista británico, Henry Blundell, o a los museos Vaticanos.
Su afición como anticuario y visión comercial le llevó a montar en 1785, una fábrica de porcelanas de réplicas de obras del periodo greco-romano, negocio que continuaría su hijo Angelo Volpato hasta su muerte en 1831.  Volviendo a su trabajo como grabador, en 1792, y en colaboración con Louis Ducros, publicó una serie de láminas de los interiores del nuevo Museo Pio-Clementino.
Volpato murió a los 68 años de edad en Roma, donde se conserva el bajorrelieve obra de Antonio Canova, estela funeraria guardada en la basílica de los Santos Apóstoles; también tiene una calle dedicada en esa ciudad.

## Grabados
Además de su álbum de las logias rafaelescas en el «Palazzo Farnese» (1772-1777), de entre su extensa obra, pueden destacarse las colecciones de grabados de la Real Academia inglesa, con obras diversas fechadas en 1772, sobre originales de Rafael Sanzio (Las cuatro Sibilas); Leonardo da Vinci (Modestia y Vanidad); Paolo Veronese (Comida en casa de Simón Fariseo); Tintoretto (Las bodas de Caná); Caravaggio (Jugadores); Polidoro da Caravaggio (Perseo y Andrómeda); entre otros. También destaca la serie de planchas para su «Schola Italica Picturae» (1773), compuestas para su contemporáneo, amigo y también anticuario, el pintor escocés Gavin Hamilton.